# Непотопимост
Непотопимост – способността на съда да остава на вода и да не се преобръща при повреда на неговия корпус и потопяването на един или няколко отсека. Също и раздел от теорията на кораба, който изучава това мореходно качество.
В теорията на кораба тази тема се разглежда отделно, но по същество тя е съставляваща на живучестта на съда. Съхранението на непотопимостта е част от борбата за живучест (БЗЖ).
Понятието за непотопимост за първи път е въведено от Степан Осипович Макаров, теорията за непотопимост е създадена от Алексей Николаевич Крилов, допълнена и развита от Иван Григориевич Бубнов, и др. Първият известен случай на прилагане на теорията за непотопимост е изправянето на броненосеца „Орел“, повреден в Цушимското сражение.

## Изисквания към непотопимостта
За осигуряване на непотопимост не е достатъчно да се съхрани положителната плаваемост. Съдът трябва да плава без да се преобръща, иначе е възможно потъването му даже при наличие на положителна плавучест. Затова и изискването за непотопимост е съхранение на устойчивост до пълното изчерпване на запаса на плаваемост. Практически това означава, че е допустимо известно намаляване на плаваемостта, ако това позволява да се съхрани устойчивостта и стоежа на кораба.
В практиката на корабоплаването непотопимостта е способността на съда при определена повреда да отговаря на изискванията на класификационното дружество по отношение на плаваемостта и устойчивостта. Например: ненамаляването на напречната метацентрична височина под 0,3 m, съхранение на 35% от запаса на плаваемост и крен не повечр от 2° при нарушаване на водонепроницаемостта на който и да е отсек. Най-строги исисквания за непотопимост се предявяват към пътническите съдове.

## Пет теоретични случая на затопяване
В теорията се разглежда влиянието на различни случаи на затопяване на плаваемост, напречна устойчивост и напречно газене (с крен или без). Определянето на това, към кой от тези случаи се отнася конкретното потопяване е важно за избора на способ за съхранение (възстановление) на непотопимостта и следва задължително да се направи преди началото на мероприятията по БЗЖ.

### I
Съда има напълно потопен отсек (или няколко отсека), симетрични относително диаметралната плоскост (ДП). То гази под конструктивната водолиния (КВЛ) без крен. Най-простия случай на затопяване. Може да се намали началната метацентрична височина, останалите фактори, влияещи на непотопимостта, отсътстват.

### II
Съда има напълно потопен отсек (отсеци), несиметричен относително на ДП. Така, то гази под КВЛ с крен на потопения борд. Намалява се метацентричната височина, намалява ъгъла на залез на диаграмата на устойчивост от страната на потопения борд.

### III
Съда има напълно потопен отсек (отсеци), несиметрично относително ДП. То гази под КВЛ с крен на борда, противоположен на потопения. Допълнително към гореизброените фактори, възниква опасността от лягане на потопения борд с ускорение, а значи се намалява не само статичната, но и динамичната устойчивост.

### IV
Съда има частично потопен отсек (отсеци), със свободна повърхност. То гази под КВЛ с крен. Намалява се метацентричната височина, началната устойчивост е отрицателна. Значително се снижава запаса на динамичната устойчивост.

### V
Съда има частично потопен отсек (отсеци), със свободна повърхност, несиметрично относително ДП. То гази под КВЛ с крен на борда, противоположен на потопения. Най-опасния случай на затопяване. Освен рязкото намаляване на запаса от динамична устойчивост, има опасност от лягане на потопения борд и последващо преобръщане.

## Средства за осигуряване на непотопимост
Непотопимостта се осигурява чрез редица мерки:

### Конструктивни
Предприемат се при проектирането и постройката, по-рядко при преустройство в хода на експлоатацията на съда.
Разделянето на вътрешния обем на корпуса на съда на водонепроницаеми отсеци по вертикала (от палуби) и хоризонтала (прегради); съединяването на отсеците на противоположните бордове; построяване на съдове с двойно дъно и двоен борд; поставянето на водоотливни и осушителни средства, и други.

### Организационни
Предприемат се в хода на експлоатацията.
Наблюдение за количеството на отпадъчните води и отпадъчните нефтоводни смеси, състоянието на водонепроницаемите люкове, тръбопроводната арматура, шпигатите; контрол за целостта на корпуса и преградите, тежестта и разходването на товарите, особено на течните товари; поддържане в готовност на средствата за БЗЖ.

### Технически
Предвриемат се в хода на борбата за живучест, обикновено в резултат на повреди.
Отстраняване на крена и диферента на съда чрез потопяване на отсеци, симетрични на повредените (контразатопление), възстановяване на устойчивостта чрез преместване на течните товари от горните отсеци в долни такива и приемане на баласт в долните отсеци; възстановяване на целостта на корпуса и преградите (затапване на пробойните); изпомпване на постъпилата (поетата) вода.

## Таблици за непотопимост
За да се съкратят, а по възможност и да се изключат пресмятанията на елементите на плаваемостта и устойчивостта в случай на повреда, и облекчаване на вземането на решения, предварително изчислените данни по типовите варианти на потопяване се извеждат в таблична форма. В таблиците се указва:
- обема на всеки един водонепроницаем отсек;
- величините на изменение на устойчивостта и газенето, крена и диферента на съда при тяхното потопяване в двата случая: напълно и частично (със свободна повърхност).

При това крена на десния борд се смята като положителна, а на левия като отрицателна величина; запълването на отсека се пресмята като отрицателно изменение на плаваемостта, осушаването като положително. Това позволява да се изчислява достатъчно бързо сумарното влияние на наводняването/осушаването на няколко отсека.
Втората половина на таблиците съдържа препоръчителните мерки за изправяне на съда за всяка една от ситуациите:
- преместването/преливането на течните товари;
- избор на отсеци за наводняване или осушаване.

Обикновено таблиците се съпровождат от схема на водонепроницаемите отсеци. На схемата е указана съкратена информация за всеки един отсек под формата на дроб, например: в числителя изменението на метацентричната височина и крена, а в знаменателя изменението на плаваемостта.
{\displaystyle {\frac {-0,2|1,45}{-8,54}}}
Разглеждането на петте основни случая показва защо определянето на конкретния случай на затопление е критически важно. Неправилния избор на способа за изправянето на съда или премахване на поетата вода може да доведе до влошаване на устойчивостта и в крайна сметка да доведе до загуба на съда. Например, опита да се изправи чрез контразатопление съда, отнасящ се към петия случай, може да доведе до лягане на борд с динамичен момент над допустимия, и преобръщане.
Очевидно е, че за определянето на състоянието на съда е необходима точна информация: какви отсеци са наводнени, частично или напълно, имат ли те връзка със забордната вода или не. За тази цел се организира сигнализация, оглед на помещенията, а на бойните кораби – постоянна вахта и дозори за живучест.
За първи път таблици за непотопимост в пригодна за практиката форма са създадени от А. Н. Крилов през 1904 г.